# Wysszaja liga czempionata SSSR po futbołu (1982)
Rozgrywki radzieckiej wyższej ligi w sezonie 1982 były czterdziestymi piątymi w historii radzieckiej pierwszej ligi. W rozgrywkach wzięło udział osiemnaście drużyn, w tym dwie, które awansowały z drugiej ligi – Metalist Charków i Torpedo Kutaisi. Mistrzowski tytuł po raz pierwszy wywalczyła drużyna Dynama Mińsk. Królem strzelców ligi został Andriej Jakubik z Pachtakoru Taszkent, który zdobył 23 gole.

## Drużyny
| Drużyna          | Miasto          | Republika          | Stadion                     | Pojemność | Pozycja w 1981 |
| ---------------- | --------------- | ------------------ | --------------------------- | --------- | -------------- |
| Ararat           | Erywań          | Armeńska SRR       | Stadion Hrazdan             | 55,000    | 14.            |
| CSKA             | Moskwa          | Rosyjska FSRR      | Łużniki                     | 84,745    | 6.             |
| Czornomorec      | Odessa          | Ukraińska SRR      | Stadion Centralny w Odessie | 34,000    | 11.            |
| Dinamo           | Moskwa          | Rosyjska FSRR      | Stadion Dinamo              | 36,540    | 4.             |
| Dinamo           | Tbilisi         | Gruzińska SRR      | Stadion Borisa Paiczadze    | 58,000    | 3.             |
| Dnipro           | Dniepropetrowsk | Ukraińska SRR      | Stadion Meteor              | 24,300    | 8.             |
| Dynama           | Mińsk           | Białoruska SRR     | Stadion Dynama Mińsk        | 41,000    | 9.             |
| Dynamo           | Kijów           | Ukraińska SRR      | Stadion Dynamo              | 30,000    | 1.             |
| Kajrat           | Ałma-Ata        | Kazachska SRR      | Stadion Centralny           | 25,000    | 12.            |
| Kubań            | Krasnodar       | Rosyjska FSRR      | Stadion Kubań               | 32,000    | 13.            |
| Metalist         | Charków         | Ukraińska SRR      | Stadion Metalist            | 30,000    | D1, 1.         |
| Neftçi           | Baku            | Azerbejdżańska SRR | Stadion Tofika Bachramowa   | 30,000    | 10.            |
| Pachtakor        | Taszkent        | Uzbecka SRR        | Stadion Centralny Pachtakor | 55,000    | 16.            |
| Spartak          | Moskwa          | Rosyjska FSRR      | Łużniki                     | 84,745    | 2.             |
| Szachtar         | Donieck         | Ukraińska SRR      | Stadion Szachtar            | 31,700    | 7.             |
| Torpedo          | Kutaisi         | Gruzińska SRR      | Stadion Giwiego Kiladze     | 19,400    | D1, 2.         |
| Torpedo          | Moskwa          | Rosyjska FSRR      | Łużniki                     | 84,745    | 5.             |
| Zenit Petersburg | Leningrad       | Rosyjska FSRR      | Stadion Pietrowski          | 21,745    | 15.            |

## Tabela końcowa sezonu
| Lp. | Drużyna                | M  | Z  | R  | P  | Bramki | Bramki | Różn. | Pkt | Uwagi                                   |
| --- | ---------------------- | -- | -- | -- | -- | ------ | ------ | ----- | --- | --------------------------------------- |
| 1   | Dynama Mińsk (M)       | 34 | 19 | 9  | 6  | 63     | 35     | +28   | 47  | Puchar Europy • 1/16 finału             |
| 2   | Dynamo Kijów           | 34 | 18 | 10 | 6  | 60     | 25     | +35   | 46  | Puchar UEFA • 1/32 finału               |
| 3   | Spartak Moskwa         | 34 | 16 | 9  | 9  | 59     | 35     | +24   | 41  | Puchar UEFA • 1/32 finału               |
| 4   | Dinamo Tbilisi         | 34 | 16 | 9  | 9  | 51     | 47     | +4    | 41  | Puchar UEFA • 1/32 finału               |
| 5   | Ararat Erywań          | 34 | 14 | 10 | 10 | 50     | 47     | +3    | 38  |                                         |
| 6   | Pachtakor Taszkient    | 34 | 13 | 11 | 10 | 42     | 38     | +4    | 36  |                                         |
| 7   | Zenit Leningrad        | 34 | 12 | 9  | 13 | 44     | 41     | +3    | 33  |                                         |
| 8   | Torpedo Moskwa         | 34 | 11 | 12 | 11 | 36     | 33     | +3    | 32  |                                         |
| 9   | Dnipro Dniepropetrowsk | 34 | 11 | 12 | 11 | 34     | 38     | −4    | 32  |                                         |
| 10  | Czornomoreć Odessa     | 34 | 11 | 11 | 12 | 30     | 36     | −6    | 32  |                                         |
| 11  | Dinamo Moskwa          | 34 | 13 | 5  | 16 | 42     | 52     | −10   | 31  |                                         |
| 12  | Metalist Charków       | 34 | 10 | 11 | 13 | 32     | 34     | −2    | 30  |                                         |
| 13  | Torpedo Kutaisi        | 34 | 10 | 10 | 14 | 39     | 45     | −6    | 30  |                                         |
| 14  | Szachtar Donieck       | 34 | 10 | 9  | 15 | 42     | 57     | −15   | 29  | Puchar Zdobywców Pucharów • 1/16 finału |
| 15  | CSKA Moskwa            | 34 | 10 | 9  | 15 | 41     | 46     | −5    | 29  |                                         |
| 16  | Neftçi PFK             | 34 | 10 | 7  | 17 | 42     | 63     | −21   | 27  |                                         |
| 17  | Kubań Krasnodar        | 34 | 9  | 9  | 16 | 37     | 48     | −11   | 27  | Spadek do Pierwoj Ligi                  |
| 18  | Kajrat Ałmaty          | 34 | 7  | 10 | 17 | 34     | 56     | −22   | 24  | Spadek do Pierwoj Ligi                  |

Uwaga: Pachtakor Taszkent, Czornomoreć Odessa i Metalist Charków zostały ukarane za przekroczenie dopuszczalnej liczby 10 remisów odjęciem 1 punktu, a Torpedo Moskwa i Dnipro Dniepropetrowsk - 2.

## Najlepsi strzelcy
źródło: rsssf.com (ang.)
23 gole
- Andriej Jakubik (Pachtakor Taszkent)

18 goli
- Merab Megreładze (Torpedo K.)

16 goli
- Ramaz Szengelia (Dinamo T.)
- Aleksandr Tarchanow (CSKA M.)

13 goli
- Ihar Hurynowicz (Dynama)

12 goli
- Boris Czuchłow (Zenit Petersburg)
- Walerij Gazzajew (Dinamo M.)
- Choren Howhannisjan (Ararat)
- Andriej Riedkous (Torpedo M.)
- Mychajło Sokołowski (Szachtar)

## Nagrody
33 najlepszych piłkarzy ligi za sezon 1982:
Bramkarze
1. Rinat Dasajew (Spartak M.)
2. Wiaczesław Czanow (Torpedo M.)
3. Wiktor Czanow (Dynamo K.)

|  | Prawi obrońcy 1. Siarhiej Barouski (Dynama) 2. Wołodymyr Łozynski (Dynamo K.) 3. Nodar Chizaniszwili (Dinamo T.) | Prawi-środkowi obrońcy 1. Aleksandre Cziwadze (Dinamo T.) 2. Mychajło Ołefirenko (Dynamo K.) 3. Wiktar Januszeuski (Dynama) | Lewi-środkowi obrońcy 1. Serhij Bałtacza (Dynamo K.) 2. Oleg Romancew (Spartak M.) 3. Siarhiej Alejnikau (Dynama) | Lewi obrońcy 1. Anatolij Demjanenko (Dynamo K.) 2. Juryj Kurnienin (Dynama) 3. Anatolij Dawidow (Zenit) |

|  | Prawi pomocnicy 1. Łeonid Buriak (Dynamo K.) 2. Fiodor Czerienkow (Spartak M.) 3. Mychajło Sokołowski (Szachtar) | Prawi-środkowi pomocnicy 1. Wołodymyr Bezsonow (Dynamo K.) 2. Jury Pudyszeu (Dynama) 3. Siergiej Szawło (Spartak M.) | Lewi-środkowi pomocnicy 1. Alaksandr Prakapienka (Dynama) 2. Andrij Bal (Dynamo K.) 3. Witali Daraselia (Dinamo T.) | Lewi pomocnicy 1. Ihar Hurynowicz (Dynama) 2. Wadym Jewtuszenko (Dynamo K.) 3. Grigorij Cawa (Dinamo T.) |

|  | Prawi napastnicy 1. Choren Howhannisjan (Ararat) 2. Andriej Jakubik (Pachtakor) 3. Aleksandr Tarchanow (CSKA) | Lewi napastnicy 1. Ołeh Błochin (Dynamo K.) 2. Siergiej Rodionow (Spartak M.) 3. Piotr Wasileuski (Dynama) |

| Mistrz ZSRR w sezonie 1982 |
| -------------------------- |
| ZSRR                       |
| Dynama Mińsk 1 tytuł       |